# 小川奈那
小川 奈那（おがわ なな、1981年10月26日 - ）は栃木県出身の女優・ファッションモデルである。オスカープロモーション所属。
2005年秋にスペースクラフトからオスカープロモーションに移籍。

## 人物
- 趣味は映画鑑賞、エレクトーン演奏。特技はテニス、器械体操[1]。

## 出演

### モデル歴
- 2002年度 東洋紡キャンペーンガール[1]
- 2002年度 サッポロビール「北海道生搾り」イメージガール[1]
- 2000年-2003年 小学館「CanCam」専属モデル[1]

### テレビドラマ
- 帰ってきたロッカーのハナコさん（2003年、NHK） - 押野久子 役
- 嬢王（2005年、テレビ東京） - 静香 役
- 夜王 〜YAOH〜（2006年、TBS） - 奈々子 役
- 塀の中の懲りない女たち〜宇都宮女子刑務所2006（2006年5月23日、日本テレビ） - 小川万里子 役
- クピドの悪戯 虹玉（2006年、テレビ東京） - 永沢由香 役
- 土曜ドラマ 病院のチカラ〜星空ホスピタル〜（2007年、NHK） - 佐久間看護師 役
- 受験の神様（2007年、日本テレビ） - 西田真理 役
- だいすき!!（2008年、TBS） - 保育士・真田香織 役
- エジソンの母（2008年、TBS） - 山崎先生 役
- キミ犯人じゃないよね?（2008年、テレビ朝日） - 編集者・中川明美 役
- 土曜ワイド劇場 警視庁電話指導官〜深川真理子の事件簿（2008年6月7日、テレビ朝日）
- 金曜プレステージ 浅見光彦シリーズ32 箱庭（2008年9月19日、フジテレビ）
- サラリーマン金太郎（2008年、テレビ朝日） - 田中政子 役
- ママはニューハーフ（2009年、テレビ東京）
- 土曜ワイド劇場 救急救命士・牧田さおり6（2009年6月13日、テレビ朝日） - 救急救命士・山本史恵 役
- 853〜刑事・加茂伸之介（2010年、テレビ朝日） - 谷間桃子 役
- ドラマスペシャル 女刑事・音道貴子 凍える牙（2010年1月30日、テレビ朝日） - 高木笑子 役
- 女帝薫子（2010年、テレビ朝日） - ホステス・美咲 役
- 土曜ワイド劇場 タクシードライバーの推理日誌28（2010年12月11日、テレビ朝日）
- 土曜ワイド劇場 狩矢父娘シリーズ12（2011年2月5日、テレビ朝日系） - 宮路香織 役
- 土曜ワイド劇場 女刑事・左近山響子（2011年5月7日、テレビ朝日） - 毛利秋子 役
- 月曜ゴールデン 警視庁機動捜査隊216 2（2011年10月31日、TBS） - 女性事務員 役
- 新・ミナミの帝王3（2012年1月7日、関西テレビ・フジテレビ） - 栗田ミレイ 役
- 月曜ゴールデン 警視・深町征爾 狼は天使の匂い（2012年1月30日、TBS） - 巡査部長・結城麻耶 役
- クルマのふたり〜TOKYO DRIVE STORIES「白いドレスの女」（2012年2月4日、TwellV） - 石川恵 役
- ピロートーク〜ベッドの思惑〜（2012年10月18日、関西テレビ） - 山本恵理子 役

### その他テレビ
- Pooh!（2002年 - 2003年、TBS）
- 関口宏の東京フレンドパークII（2003年 - 2004年、TBS）
- お父さんのための馬講座（2003年 - 2004年、BS-TBS（当時BS-i））
- リチャードホール（2004年10月 - 2005年9月、フジテレビ）
- 真王伝説〜アイドルバトルサバイバル〜（2009年7月 - 9月、テレビ埼玉）

### 舞台
- RxR「虹色の輪舞曲〜ロンド・デュ・ラルカンシェル〜（8色のオクテット）」（2012年1月26日 - 29日、SPACE107）

### 映画
- 新スパイガール大作戦〜惑星グリーゼの反乱〜（2012年8月公開、ムービープラネット）

## 作品

### 写真集
- 1(ワン)　小川奈那写真集（ぶんか社、2002年）
- 月刊小川奈那（新潮社、2002年）

### DVD
- 「IMPACT」（ポニーキャニオン、2002年）
- 「ファイブスターDVD 小川奈那 IMPACT」（ポニーキャニオン、2005年）
- 「小川奈那 SHUTTER SHOWER」（イーネットフロンティア、2006年）
- 「小川奈那 ONE」（スパイスビジュアル、2007年）
- 「小川奈那 Walk you〜一緒に〜」（イーネットフロンティア、2010年）